# Sheridan (Colorado)
Sheridan è un centro abitato (city) degli Stati Uniti d'America, situato nella contea di Arapahoe dello Stato del Colorado. Nel censimento del 2000 la popolazione era di 5.600 abitanti.

## Geografia fisica
Secondo i rilevamenti dell'United States Census Bureau, Sheridan si estende su una superficie di 5,8 km².